# Konzil von Konstantinopel (815)
Das Konzil von Konstantinopel (815) fand in der byzantinischen Hauptstadt in der Sophienkirche (Hagia Sophia) statt und leitete eine zweite Phase des Byzantinischen Bilderstreits ein (815–843).

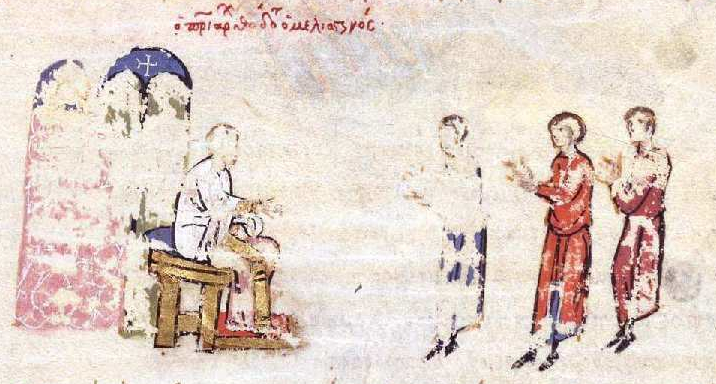
Patriarch Theodotos I. führt den Vorsitz im Konzil, Miniatur aus der Madrider Bilderhandschrift des Skylitzes

## Nachgeschichte
Das Konzil konnte jedoch die Entwicklung nicht aufhalten und die Synode von Konstantinopel entschied 843 zugunsten der Bilderverehrung. Zuvor hatte schon das sich selbst als ökumenisches Konzil verstehende Konzil von Hiereia 754 die Abschaffung der Bilder verfügt.
Kurz nach der Sitzung wurde der ikonophile Patriarch von Konstantinopel, Nikephoros I. (806–815), vom byzantinischen Kaiser Leo V., dem Armenier, zugunsten des Ikonoklasten Theodotos I. (815–821) abgesetzt. Der neue Patriarch leitete das Konzil, das den Ikonoklasmus wieder einführte, das Zweite Konzil von Nicäa verwarf und die Beschlüsse des Konzils von Hiereia aus dem Jahr 754 bekräftigte. Obwohl das Konzil auf Wunsch des Kaisers zusammentrat, wurde die ikonoklastische Sache hauptsächlich von anderen Klerikern vertreten, darunter die späteren Patriarchen Antonios I. (821–836) und Johannes VII. Grammatikos (836–843).
Mit dem Patriarchen Methodios I. (843–847) schließlich wurde der Byzantinische Bilderstreit beendet.